# 23172 Вільямартін
23172 Вільямартін (23172 Williamartin) — астероїд головного поясу, відкритий 29 квітня 2000 року.
Тіссеранів параметр щодо Юпітера — 3,595.